# Мјержин
Мјержин (чеш. Měřín) је насељено мјесто са административним статусом варошице (чеш. městys) у округу Ждјар на Сазави, у крају Височина, Чешка Република.

## Становништво
Према подацима о броју становника из 2014. године насеље је имало 1.960 становника.